# Rodolfo
Rodolfo  è un nome proprio di persona italiano maschile.

## Varianti
- Maschili: Ridolfo[2][3], Rudolfo[2][3], Radolfo[2]
  - Alterati: Rodolfino[2]
  - Ipocoristici: Rudi, Rudy, Rody, Dolfo[2], Fino[2]
- Femminili: Rodolfa
  - Alterati: Rodolfina, Rodolfetta
  - Ipocoristici: Rudy[senza fonte]

### Varianti in altre lingue
- Alto tedesco antico: Hrodulf[4]
- Armeno: Ռուդոլֆ (Rudolf)[1]
- Ceco: Rudolf[1]
- Danese: Rudolf[1]
- Germanico: Hrodulf[1]
- Francese: Rodolphe[1], Rodolph[1]
- Inglese: Rudolph[1][4], Rudolf[1], Rodolph[1]
- Islandese: Hróðólfur
- Latino: Rodulphus[2], Rudolphus[2], Rodolphus
- Lettone: Rudolfs
- Lituano: Rudolfas
- Norreno: Hróðólfr[1]
- Norvegese: Rudolf[1]
- Olandese: Roelof[1], Rodolf[1], Rudolf[1]
  - Ipocoristici: Ruud[1], Roel[1]
- Polacco: Rudolf[1]
- Portoghese: Rodolfo[1]
- Russo: Рудольф (Rudol'f)[1]
- Sloveno: Rudolf[1]
- Spagnolo: Rodolfo[1]
  - Alterati: Rodolfito[1]
  - Ipocoristici: Fito[1]
- Svedese: Rudolf[1]
- Tedesco: Rudolf[1][4], Rodolf[1]
  - Ipocoristici: Rudi[1], Ruedi[1]
- Ungherese: Rudolf[1]
  - Ipocoristici: Rudi[1]

## Origine e diffusione

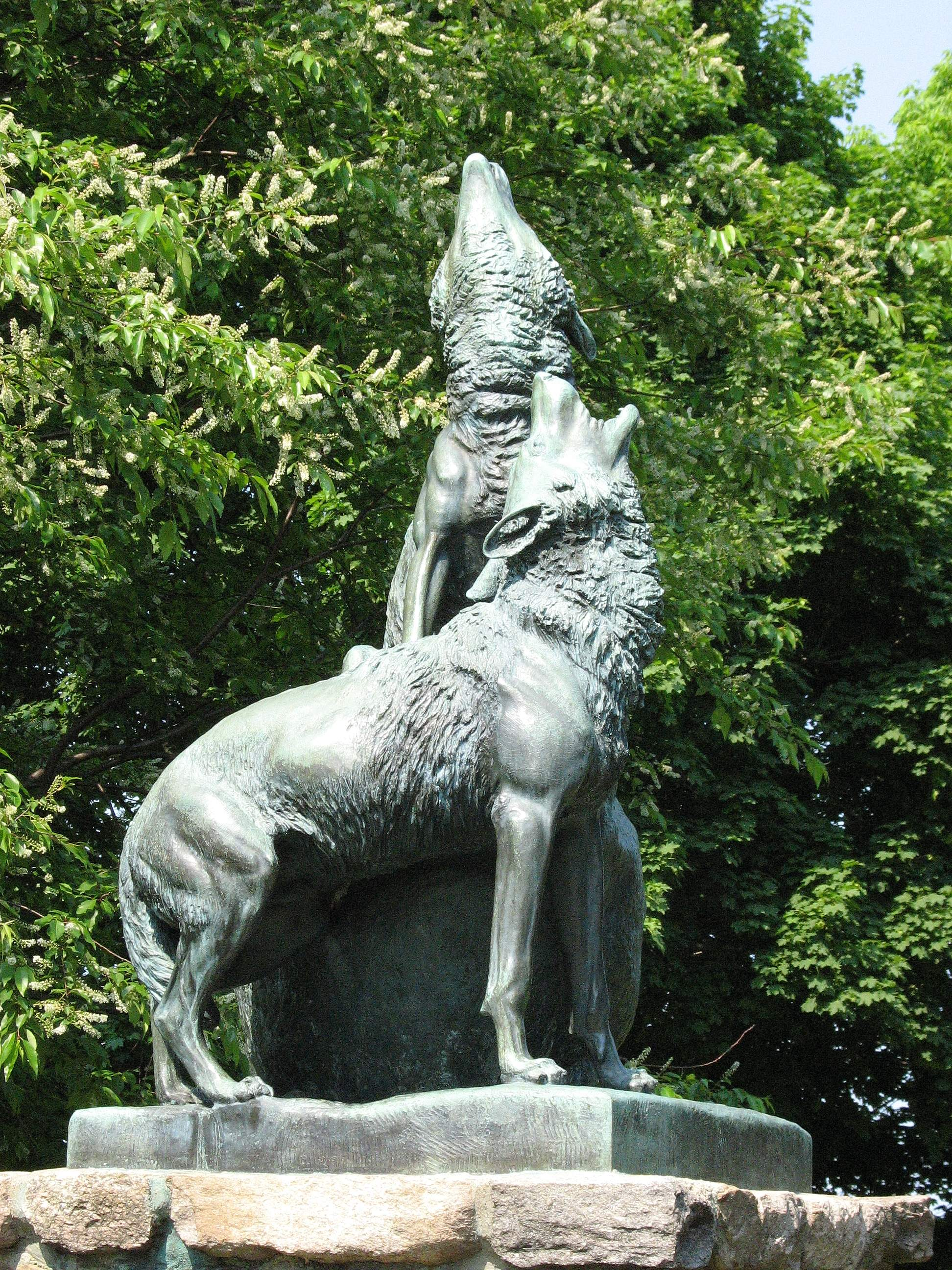
Statue di lupi all'ingresso del Collis P. Huntington State Park (Connecticut), di Anna Hyatt Huntington

Nome di origine germanica, è formato da hrod (o hruod, hroth, "gloria", "fama") e wulf (o wulfa, wolf, "lupo"), e può essere interpretato come "lupo glorioso", "lupo della gloria" o, in senso lato, "guerriero glorioso". La prima testimonianza di questo nome risale al re degli Eruli Hrodulf del V secolo, latinizzato poi in Rodolphus.
Dalle forme contratte germanica e norrena Hrolf e Hrólfr deriva il nome Rolf, che può sostanzialmente essere considerato un ipocoristico di Rodolfo.

## Onomastico
L'onomastico si festeggia il 26 giugno (o il 17 ottobre) in memoria di san Rodolfo Gabrielli, benedettino, vescovo di Gubbio. Si ricordano altri santi e beati con questo nome, fra i quali, alle date seguenti:
- 15 giugno, beato Rodolfo Grimston, martire con Pietro Snow a York[6]
- 21 giugno, san Raoul, vescovo di Bourges, chiamato anche "Rodolfo"[6]
- 25 luglio, beato Rodolfo Acquaviva, sacerdote e martire a Cuncolim[6]
- 1º agosto, beato Rodolfo, monaco di Vallombrosa[6]
- 7 settembre, beato Rodolfo Corby, martire con Giovanni Duckett a Londra[6]
- 1º dicembre, san Rodolfo Sherwin, sacerdote, uno dei quaranta martiri di Inghilterra e Galles[6]

## Persone
- Rodolfo, ultimo re degli Eruli

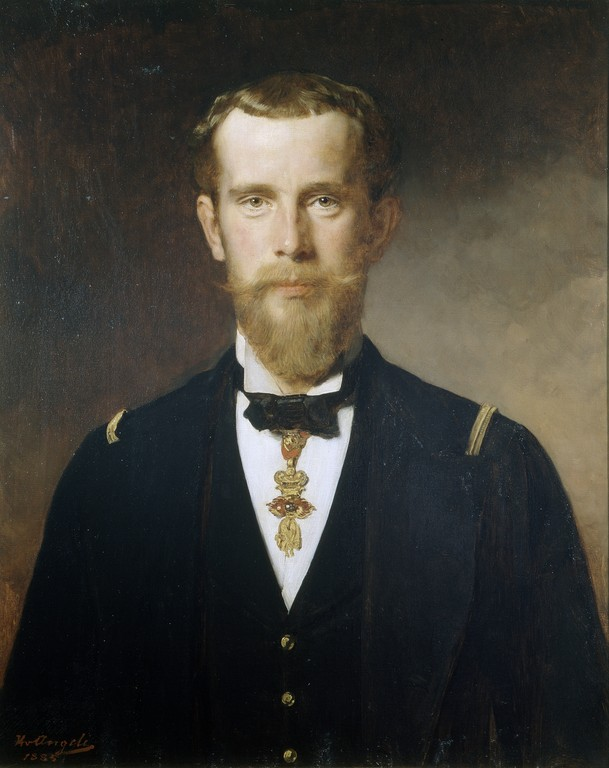
Rodolfo d'Asburgo-Lorena

- Rodolfo d'Asburgo-Lorena, arciduca d'Austria Principe ereditario d'Austria, Ungheria e Boemia
- Rodolfo I di Boemia, duca d'Austria e Stiria e re di Boemia
- Rodolfo I d'Asburgo, principe tedesco della Casa d'Asburgo e Rex Romanorum
- Rodolfo II d'Asburgo, Imperatore del Sacro Romano Impero
- Rodolfo Bianchi, attore, doppiatore, dialoghista e direttore del doppiaggio italiano
- Rodolfo De Angelis, attore, cantautore, poeta, pianista, compositore e pittore italiano
- Rodolfo Graziani, generale e politico italiano
- Rodolfo Lanciani, archeologo, ingegnere e topografo italiano
- Rodolfo Valentino, attore e ballerino italiano

### Variante Ridolfo
- Ridolfo Castinelli, ingegnere e politico italiano
- Ridolfo del Ghirlandaio, pittore italiano
- Ridolfo Livi, antropologo italiano
- Ridolfo Sirigatti, scultore e pittore italiano

### Variante Rudolf

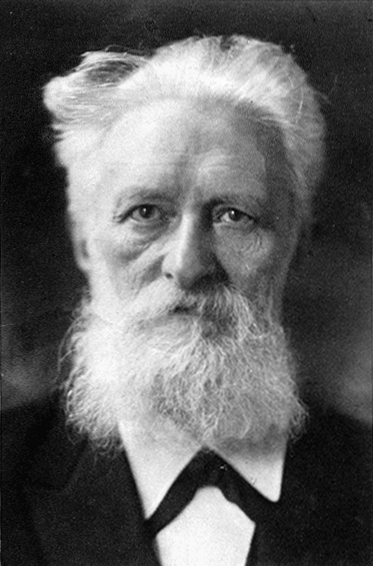
Rudolf Christoph Eucken

- Rudolf Bultmann, filosofo e teologo tedesco
- Rudolf Caracciola, pilota automobilistico tedesco
- Rudolf Carnap, filosofo e logico tedesco naturalizzato statunitense
- Rudolf Clausius, fisico e matematico tedesco
- Rudolf Diesel, inventore tedesco
- Rudolf Christoph Eucken, filosofo e scrittore tedesco
- Rudolf Otto, storico delle religioni tedesco
- Rudolf Steiner, filosofo, esoterista e pedagogista austriaco

### Variante Rudolph

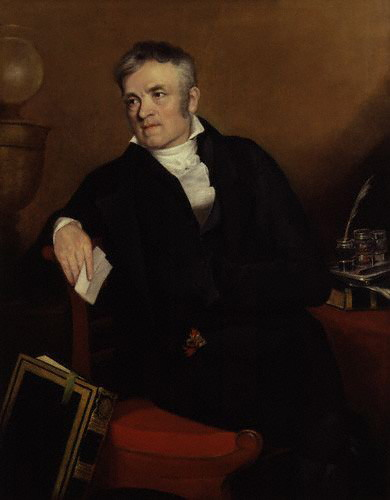
Rudolph Ackermann

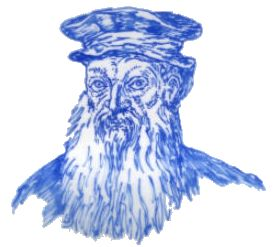
Rudolph Göckel

- Rudolph Ackermann, inventore, editore e industriale tedesco
- Rudolph John Anderson, chimico svedese
- Rudolph Binion, storico statunitense
- Rudolph Cameron, attore statunitense
- Rudolph Dirks, fumettista statunitense
- Rudolph Douala, calciatore camerunese
- Rudolph Fittig, chimico tedesco
- Rudolph Giuliani, politico, avvocato e imprenditore statunitense
- Rudolph Göckel, umanista e filosofo tedesco
- Rudolph Koenig, fisico tedesco
- Rudolph Otto Sigismund Lipschitz, matematico tedesco
- Rudolph Marcus, chimico canadese naturalizzato statunitense
- Rudolph Maté, regista e direttore della fotografia polacco naturalizzato statunitense
- Rudolph Minkowski, astronomo tedesco naturalizzato statunitense
- Rudolph Réti, compositore e pianista statunitense
- Rudolph Joseph Rummel, politologo statunitense
- Rudolph Schindler, medico tedesco
- Rudolph Otto von Budritzki, generale tedesco

### Variante Rodolphe

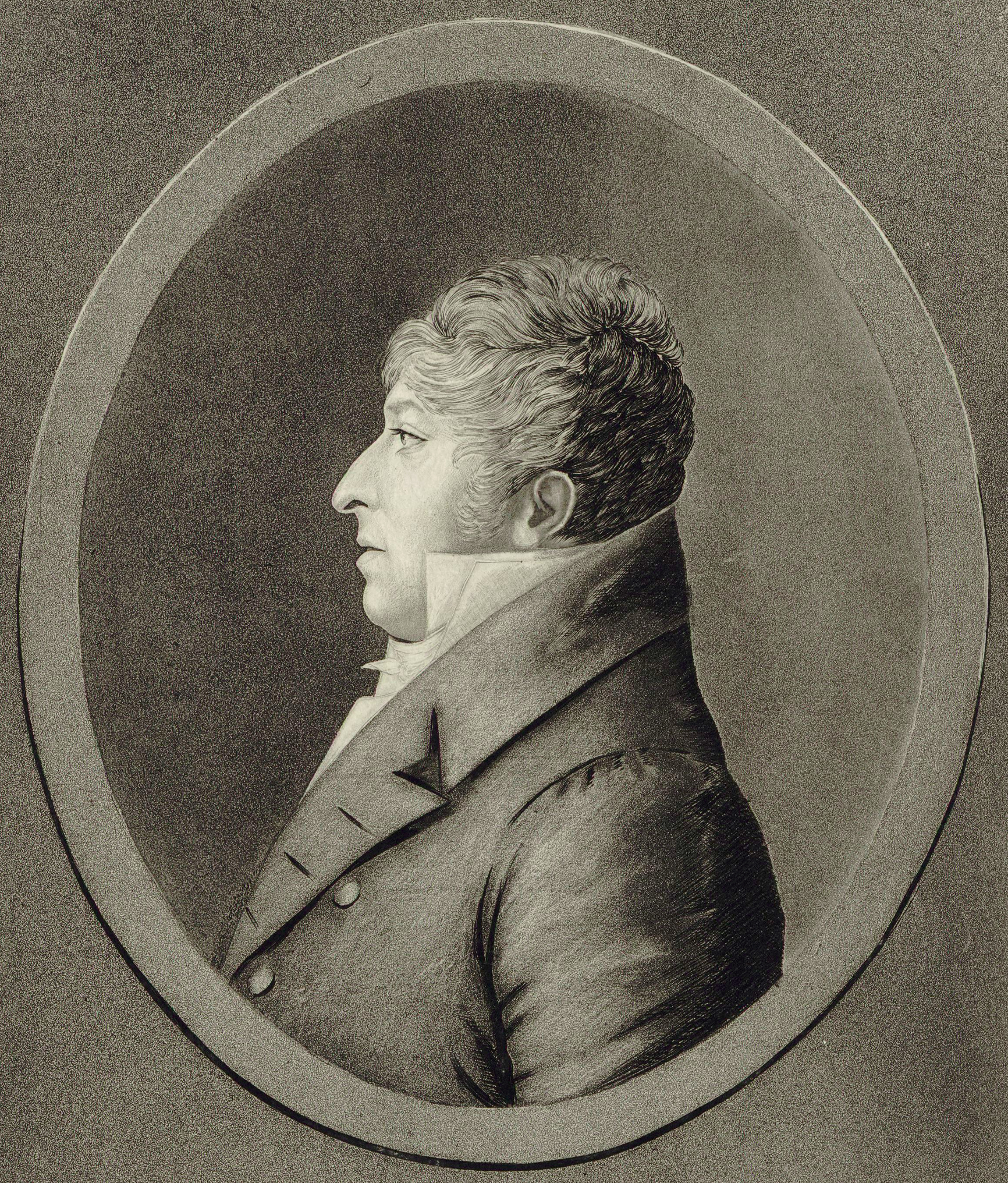
Rodolphe Kreutzer

- Rodolphe Blanchet, numismatico, storico e politico svizzero
- Rodolphe Bresdin, pittore e incisore francese
- Rodolphe Gilbert, tennista francese
- Rodolphe Hiden, allenatore di calcio e calciatore austriaco naturalizzato francese
- Rodolphe Kreutzer, violinista, compositore, direttore d'orchestra e insegnante francese
- Rodolphe Marconi, regista francese
- Rodolphe Modin, rugbista a 15 e imprenditore francese
- Rodolphe Seeldrayers, dirigente sportivo belga
- Rodolphe Töpffer, fumettista, illustratore e scrittore svizzero

### Variante Rudy

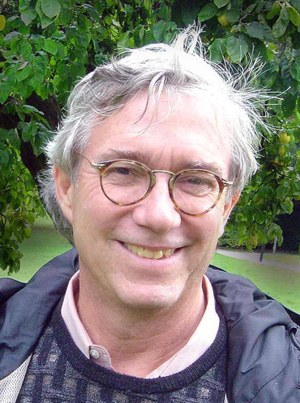
Rudy Rucker

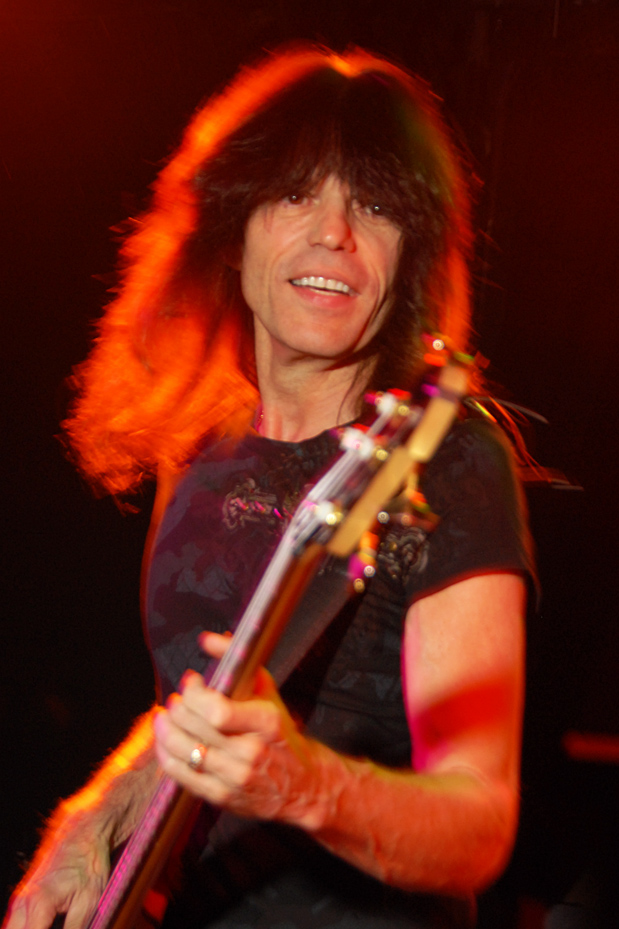
Rudy Sarzo

- Rudy D'Amico, allenatore di pallacanestro statunitense
- Rudy Dhaenens, ciclista su strada e pistard belga
- Rudy Fernández, cestista spagnolo
- Rudy Galindo, pattinatore artistico su ghiaccio statunitense
- Rudy Gay, cestista statunitense
- Rudy Giovannini, cantante e tenore italiano
- Rudy Lenners, batterista belga
- Rudy Marra, cantautore e scrittore italiano
- Rudy Riou, calciatore francese
- Rudy Rotta, chitarrista, cantante e compositore italiano
- Rudy Rucker, scrittore, matematico e informatico statunitense
- Rudy Sarzo, bassista cubano naturalizzato statunitense
- Rudy Tomjanovich, cestista e allenatore di pallacanestro statunitense
- Rudy Van Gelder, tecnico di registrazione statunitense
- Rudy Zerbi, personaggio televisivo e conduttore radiofonico italiano

### Variante Ruud
- Ruud Boffin, calciatore belga
- Ruud Boymans, calciatore olandese
- Ruud Geels, calciatore olandese

Ruud Gullit

- Ruud Gullit, calciatore e allenatore di calcio olandese
- Ruud Hesp, calciatore olandese
- Ruud Adrianus Jolie, chitarrista olandese
- Ruud Krol, calciatore e allenatore di calcio olandese
- Ruud Lubbers, politico olandese
- Ruud van Nistelrooy, calciatore olandese
- Ruud Vormer, calciatore olandese

### Variante Roel
- Roel Brouwers, calciatore olandese
- Roel Mannaart, kickboxer olandese
- Roel Moors, cestista belga
- Roel Wiersma, calciatore olandese

### Altre varianti
- Rodolph Austin, calciatore giamaicano
- Ruedi Baur, designer francese
- Roelof Klein, canottiere olandese
- Rudol'f Nuriev, ballerino, coreografo e direttore d'orchestra russo naturalizzato austriaco
- Ridolfino Venuti, storico, archeologo e numismatico italiano
- Roelof Wunderink, pilota automobilistico olandese

## Il nome nelle arti
- Rodolfo e Rudy sono personaggi della serie Pokémon.
- Rodolfo è un personaggio nell'opera di Giacomo Puccini La bohème.
- Rudolph, la renna dal naso rosso, è un personaggio creato da Robert L. May ed entrato a far parte della tradizione natalizia.
- Rodolphus Lestrange è un personaggio della serie di romanzi Harry Potter, creata da J. K. Rowling.
- Rudolfa Robinson (più nota come Rudy Robinson) è un personaggio della serie televisiva I Robinson.
- Rodolfo Purtroppi è un personaggio del film del 2015 Italiano medio, diretto e interpretato da Maccio Capatonda.